# El lirio

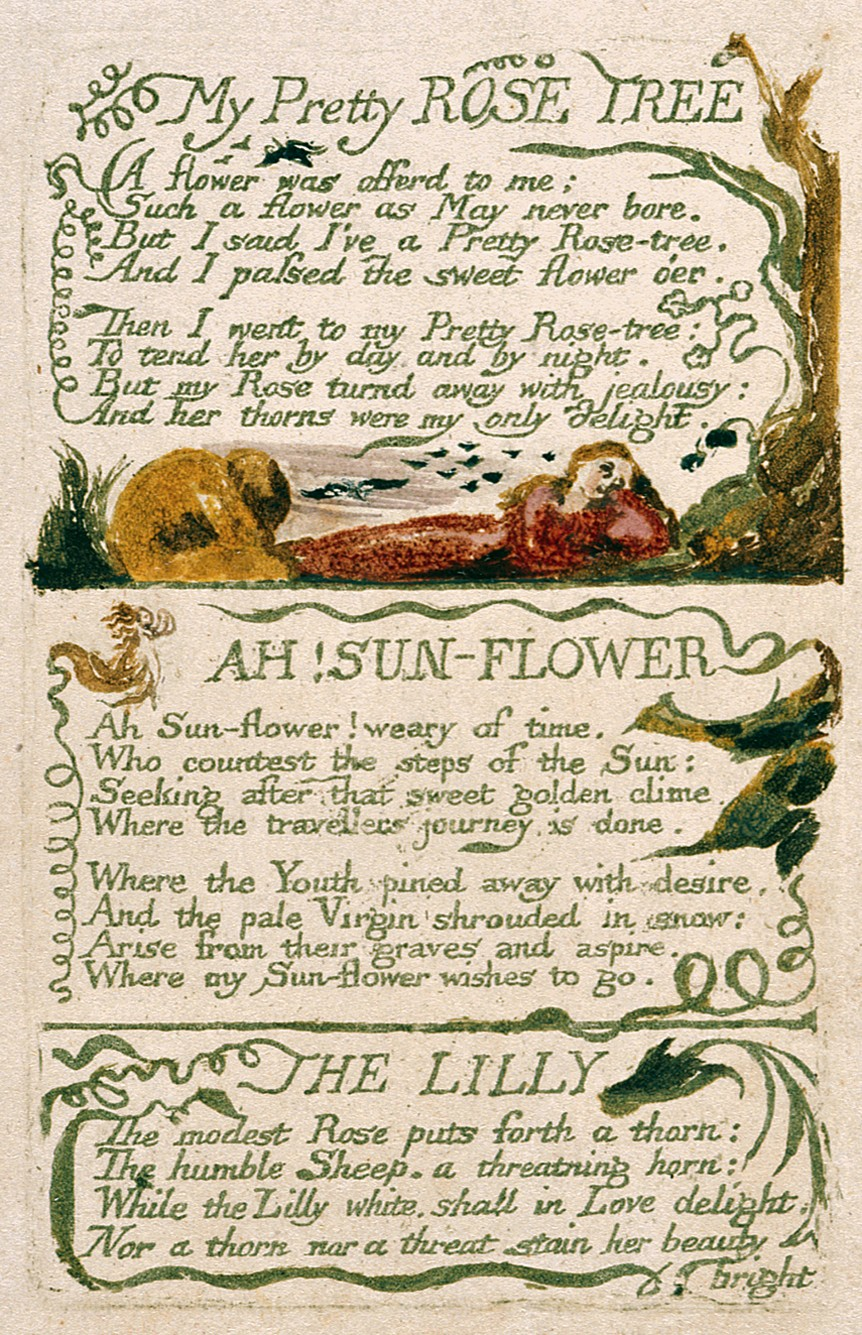
Copia F de «The Lilly», debajo de «My Pretty Rose Tree» y «Ah! Sunflower» en Songs of Experience. Esta copia del poema se encuentra en el Centro de Arte Británico de Yale.

«El lirio» —en inglés, The Lilly— es un poema del poeta inglés William Blake. Pertenece a su colección Songs of Experience, de 1794. 

## Texto
The modest Rose puts forth a thorn, 
 The humble sheep a threat’ning horn: 
 While the Lily white shall in love delight, 
Nor a thorn nor a threat stain her beauty bright.
La Rosa modesta alega una espina, 
 La oveja humilde, un cuerno amenazante, 
Mientas el blanco Lirio en Amor se deleite 
 Ni espina, ni amenaza, empañará la luz de su belleza.
Traducción de Enrique Caracciolo Trejo, en Blake, W. Antología bilingüe, ed. Alianza

## Síntesis
La rosa, símbolo del amor y la belleza, ofrece una espina, su defecto. El cordero humilde también destaca por su cuerno, otra falla. El lirio, sin embargo, blanco y puro, goza del amor y no presenta ante el mundo ninguna falta.

## Triple visión del amor
Según Eva Antal, la plancha de flores de William Blake contiene tres poemas por una razón: para ilustrar tres tipos de amor, el poético, el terrenal y el humano. «The Lilly» trata sobre el amor poético dentro de la triple visión del amor según el poeta. Esto se debe a que el lirio es inocente y puro, y por lo tanto, difícilmente manchado por el amor o las espinas. Como afirma Johnson: «Extrañamente, muchos dibujos de emblemas en los que aparecen lirios muestran a la flor rodeada de espinas». El lirio de Blake no posee espinas. A diferencia de la oveja o la rosa, el lirio es el más puro. Idealmente, el amor no debería tener defectos, debería ser perfecto y todo lo que las personas sueñan sobre él. Aunque los amantes puedan ser defectuosos, el amor en sí no debería serlo. 

## Temas e interpretaciones
Si bien es un poema breve y de hecho, el más breve de la página, «The Lilly» presenta un gran simbolismo y un uso del lenguaje figurado que permite que sea interpretado de numerosas formas. Aunque existen diversas interpretaciones, los especialistas parecen coincidir en dos temas principales para este poema: la pureza y el amor ideal. 

### Pureza
Pese a que se suele asociar la pureza a la virginidad, algunos críticos argumentan que el poema se refiere a un tipo diferente de pureza. Johnson menciona: «El texto y el diseño de "The Lilly" representan y celebran una concepción renovada de la pureza, la pureza del deseo gratificado. No estar manchado por las espinas es lo que permite la "mancha" del contacto personal, que es la única blancura». Esta pureza, entonces, no es la virginidad, sino el saber qué es lo que uno desea y no rendirse hasta haberlo alcanzado. No cambiar los deseos o las ambiciones pese a las circunstancias, más bien ser fiel a lo que uno verdaderamente desea. En vez de permitir que las espinas de "contacto personal" o los intentos de intervención que terceros la fuercen, el lirio mantiene su determinación y se mantiene verdadera a lo que sabe que desea. Antal expresa esta idea cuando afirma: «"The Lilly" es la muestra más espiritual de que "sin importar qué de amenazas o tormentos sea objeto el cuerpo natural, el cuerpo espiritual del hombre, como el lirio, no puede ser devaluado de su esencia"».

### Amor ideal
La idea de pureza en el poema permea el otro tema, el amor ideal. Generalmente, se trata de la forma más pura de amor, es decir, el amor es puro porque es puro amor. No existen juegos o defectos en él. El amor ideal es solo amor, puro, inocente y verdadero. Johnson afirma que «el lirio que se deleita en el amor es otra manifestación de la "dulce flor" ofrecida al amante de la rosa en el primer poema de la lámina». En vez de negar el amor verdadero e ideal, como hace el hombre en «My Pretty Rose Tree», el lirio vota por deleitarse en el puro y verdadero amor, no contaminado por el deber o por ninguna otra espina que tenga la rosa.